# Quantum Air
Llegó para quedarse
(Là pour rester)
Quantum Air (code OACI QTM) était une compagnie aérienne basée à Madrid et dont l'activité cessa le 26 janvier 2010. Quantum Air, sous le nom de AeBal, était une filiale de SAS, et la partenaire de Spanair jusqu'en février 2009.

## Historique
Créée en 1999, AeBal (Aerolíneas Baleares Blue Star) était une compagnie partenaire de la compagnie espagnole Spanair. Détenue par Spanair (51 %) et SAS Group (en), elle exploitait 5 B-717 sur des vols réguliers affrétés par la compagnie espagnole ou sur des vols charters.
AeBal cessa ses opérations le 16 septembre 2008 lors de la restructuration économique de Spanair. SAS Group décide alors de mettre en vente AeBal. C'est l’ex-Président d’Aerolíneas Argentinas Antonio Mata qui après plusieurs différends avec SAS Group, rachète la compagnie et remplace AeBal par Quantum Air. La crise économique mettra en difficulté la nouvelle compagnie qui après à peine un an d'exercice, suspend ses opérations le 26 janvier 2010.

## Flotte
Les avions de Quantum Air
Tous les avions ont été repris d'AeBal. Il s'agit de
- Trois 717-2CM EC-HNY (prêté à Germanwings 2004-2005), EH-HZN (également prêté à Germanwings durant la même période) & EC-HOA (Macarella)
- Deux 717-23S EC-JZX (Es Vedra; ancien avion d'Olympic Airlines SX-BOC) & EC-HUZ (Valdemossa)